# Anomala subtrinata
Anomala subtrinata är en skalbaggsart som beskrevs av Lin 1996. Anomala subtrinata ingår i släktet Anomala och familjen Rutelidae. Inga underarter finns listade i Catalogue of Life.